# Sekiji Sasano
Sekiji Sasano (født 16. december 1914, død 26. marts 2004) var en japansk fodboldspiller. Han var en del af den japanske trup ved Sommer-OL 1936.